# Galaktosämie
Galaktosämie (gr. γαλάκτωσις (galaktosis) = ‚Verwandeln in Milch‘ und gr. αἷμα (häma) = ‚Blut‘) ist eine seltene angeborene Stoffwechselstörung, bei der sich zu viel Galactose im Blut befindet und es auch zur Ausscheidung dieses Einfachzuckers über den Urin (Galaktosurie) kommt.
Es handelt sich um eine Mutation des sogenannten GALT-Gens, die autosomal-rezessiv vererbt wird. Das GALT-Gen liegt beim Menschen auf Chromosom 9. Galaktosämie tritt weltweit etwa bei einem von 40.000 Neugeborenen auf und wurde zuerst 1917 durch Friedrich Göppert (1870–1927) beschrieben.
Die klassische Galaktosämie ist durch das teilweise oder vollständige Fehlen des Enzyms Galactose-1-phosphat-Uridyltransferase (= Galaktosetransferase, Abk.: GALT), welches eine wichtige Rolle im Galaktosestoffwechsel innehat, gekennzeichnet. Durch den Enzym-Mangel erfolgt eine Anreicherung von Galaktose und Galaktose-1-Phosphat in den Zellen.

## Untersuchung
Die Untersuchung auf Galaktosämie wird in Deutschland im Rahmen des Neugeborenenscreening ab der 36. Lebensstunde durchgeführt. Dazu werden mehrere Tropfen Blut an der Ferse entnommen und in einem Speziallabor die Galaktosekonzentration im Blut bestimmt (Beutler-Test).

## Symptome
Die Neugeborenen werden ab dem zweiten bis dritten Lebenstag trinkschwach, beginnen zu erbrechen und weisen einen starken Ikterus (Gelbsucht) auf. Sie wirken septisch und leiden zudem gehäuft an einer E. coli-Sepsis. Falls die Milchernährung fortgeführt wird, kommt es zu einer Verstärkung der schweren Leberfunktionsstörung mit den laborchemischen Zeichen einer ausgeprägten Neugeborenengelbsucht (Bilirubin > 20 mg/dl mit Überwiegen des konjugierten, direkten Bilirubins), einer Gerinnungsstörung (Quick-Wert < 10 %, Antithrombin III  <10 %) und eines Transaminasenanstiegs (GOT, GPT ca. 100–300 U/l). Klinisch bluten die Kinder verlängert aus den Einstichkanälen, die Augenlinsen trüben sich (Grauer Star). Ihre Apathie nimmt zu, sie verfallen und versterben schließlich im Leberkoma.
Wird diese kritische Phase im Neugeborenenalter ohne Diagnosestellung überlebt, kann es bei ca. 40 % der Fälle zu Störungen in der geistigen (Intelligenzminderung) oder körperlichen (Motorik, Pubertät) Entwicklung, Konzentrationsstörungen, Erblindung (heute selten) und bei Mädchen zu einer Fehlfunktion der Eierstöcke durch Hormonmangel in der Pubertät (80 % der Fälle) kommen.

## Therapie
Die Therapie besteht in lebenslanger lactosefreier und galaktosearmer Diät. Lebensmittel mit hohem Galaktoseanteil sind z. B. Milch und Milchprodukte. (Achtung: Die handelsübliche „lactosefreie Milch“ ist zwar lactosefrei, da die Lactose in Galactose und Glucose gespaltet wurde; weil sie aber immer noch galactosehaltig ist, ist sie somit genauso schädlich für einen Galaktosämiepatienten wie normale Milch. Lactosefreie Milch ist für Patienten mit Laktoseintoleranz gedacht.) Für Neugeborene bedeutet dies auch den Verzicht auf Muttermilch und herkömmliche Säuglingsnahrung, die in Form von Lactose auch Galactose enthält. Säuglingsnahrung auf Sojabasis enthält keine Lactose.
In Hülsenfrüchten (Erdnüsse, Erbsen) sind Stoffe enthalten, die im Darm in Galactose zersetzt werden können. In Obst und Gemüse kommt Galactose in freier Form vor. Aber auch bei Körperpflegemitteln wie Cremes, Seifen, Zahnpasten ist oft Lactose enthalten, und es sollte auf die Angabe der Inhaltsstoffe geachtet werden.
Dennoch sind selbst bei streng eingehaltener Diät Entwicklungsstörungen aufgrund der endogenen (vom Körper selbst produzierten) Galactoseproduktion nicht immer zu vermeiden.

## Varianten
Die GALT ist nur eines von drei Enzymen, die am Abbau der Galactose beteiligt sind. Aber nur der GALT-Mangel führt zur Galaktosämie. Auch die GAL-Kinase (GALK) und die GAL-Epimerase (GALE) sind für den Galaktosestoffwechsel wichtig.
Wie die GALT können auch GALK oder GALE bei Menschen in zu geringer Menge vorhanden sein. Sie führen jedoch nicht zu einem Krankheitsbild wie bei der Galaktosämie. Dennoch werden sie – vermutlich weil sie den Abbau der Galaktose betreffen – oft ebenfalls zur Galaktosämie gezählt. Diese Zuordnung ist nicht ganz richtig und hat vor Jahren schon dazu geführt, dass man für den GALT-Mangel den Begriff „klassische Galaktosämie“ eingeführt hat. Um die Abgrenzung zu ermöglichen, soll im Folgenden kurz auf den GALK- und den GALE-Mangel eingegangen werden.

### D2G-Galaktosämievariante
Zehnmal häufiger als die klassische Galaktosämie kommt die sogenannte D2G-Variante vor, es sind also etwa 200 Neugeborene jährlich in Deutschland mit dieser Variante zu erwarten – im Vergleich zu 20 Kindern mit klassischer Galaktosämie. Diese Kinder haben von einem Elternteil die sogenannte Duarte-2-Variante (D2-Variante) mit ca. 25 % GALT-Aktivität, vom anderen Elternteil das klassische Galaktosämie-Gen mit 0 % Aktivität ererbt. Der Galaktose-1-Phosphatwert im Neugeborenenscreening ist bei gesunden Kindern bis 0,3 mg/dl, Kinder mit klassischer Galaktosämie weisen Blutkonzentrationen zwischen 30 und 40 mg/dl auf, die Träger der D2G-Variante zwischen 1 und 6 mg/dl. Diese Kinder entwickeln sich auch unter einer galaktosehaltigen Kost normal, zeigen keine Auffälligkeiten der Leberfunktion oder der Intelligenzentwicklung. Sie können in der Regel normal gestillt werden, nur bei einem Galaktosewert über 5 mg/dl sollte vorübergehend auf Zwiemilchernährung unter Beifütterung einer galactosefreien Sojamilch für vier bis sechs Monate umgestellt werden. Spätestens ab der Umstellung auf feste Kost ist keinerlei Einschränkung an Nahrungsmitteln notwendig, die Kinder und später Erwachsene können sich normal ernähren.

### Galaktokinasemangel
Ein Galaktokinasemangel kommt wesentlich seltener vor als die klassische Galaktosämie (1:150 000 bis 1:1 000 000). Die Symptome sind bei weitem nicht so vielfältig wie beim GALT-Mangel. Das einzige typische Merkmal des GALK-Mangels ist – bei ausbleibender oder zu später Behandlung – eine meist beidseitige Trübung der Augenlinse. Der GALK-Mangel wird ebenfalls meist schon im Neugeborenenscreening entdeckt, so dass diese Augenschädigung in der Regel vermieden werden kann. Sollte es bereits zu einer Trübung der Linse gekommen sein, so ist sie häufig umkehrbar, wenn die Behandlung konsequent durchgeführt wird.
Menschen mit GALK-Mangel müssen dazu aber genauso eine galactosearme Diät einhalten wie Patienten mit GALT-Mangel.

### UDP-Galaktose-4-Epimerase-Mangel
Beim GALE-Mangel fehlt das Enzym UDP-Glucose-4-Epimerase, abgekürzt GALE, und auch hier kann die Galactose nicht vollständig in Glucose umgewandelt werden. Die Störung ist aber nicht so schwerwiegend, unter anderem weil es nicht zur Bildung bzw. Freisetzung von körpereigener Galactose kommt. Zwei Formen des GALE-Mangels muss man voneinander trennen:
1. Einerseits kann der Enzymmangel lediglich in den roten Blutkörperchen vorkommen. Diese Form des GALE-Mangels wird auch als periphere Form bezeichnet. Bei Menschen mit peripherem GALE-Mangel sind keine Gewebe, für die Galactose oder Galactosephosphat schädigend wäre, betroffen, weswegen sie meist symptomfrei sind, und sie müssen auch keine galactosearme Diät einhalten.
2. Betrifft der Enzymmangel nicht nur die roten Blutkörperchen, sondern auch andere Zellen und Gewebe des Körpers, so spricht man von einem zentralen GALE-Mangel. Menschen mit zentralem GALE-Mangel müssen eine galactosearme Diät einhalten, wie es Patienten mit GALT-Mangel tun müssen. Diese Form des GALE-Mangels ist aber extrem selten und wurde bis vor kurzem nur bei weniger als zehn Patienten auf der Welt gefunden.